# Schorlomita
La schorlomita és un mineral de la classe dels silicats, que pertany i dona nom al grup de la schorlomita. Rep el seu nom per la seva semblança visual amb el schorl.

## Característiques
La schorlomita és un silicat de fórmula química Ca₃Ti₂(SiFe3+
2)O₁₂. Cristal·litza en el sistema isomètric. La seva duresa a l'escala de Mohs oscil·la entre 7 i 7,5.
Segons la classificació de Nickel-Strunz, la schorlomita pertany a «9.AD - Nesosilicats sense anions addicionals; cations en [6] i/o major coordinació» juntament amb els següents minerals: larnita, calcio-olivina, merwinita, bredigita, andradita, almandina, calderita, goldmanita, grossulària, henritermierita, hibschita, hidroandradita, katoïta, kimzeyita, knorringita, majorita, morimotoïta, vogesita, spessartina, uvarovita, wadalita, holtstamita, kerimasita, toturita, momoiïta, eltyubyuïta, coffinita, hafnó, torita, thorogummita, zircó, stetindita, huttonita, tombarthita-(Y), eulitina i reidita.

## Formació i jaciments
Va ser descoberta a la cova Magnet, situada al comtat de Hot Spring, a Arkansas, Estats Units. Tot i que els jaciments a on es pot trobar són més aviat escassos, ha estat trobada en tots els continents del planeta a excepció de l'Antàrtida.